# Dobropillia
Dobropillia (en ukrainien : Добропілля, en russe : Доброполье, Dobropolie) est une ville minière de l'oblast de Donetsk, en Ukraine. Sa population s'élevait à 21 850 habitants en 2025.

## Géographie
Dobropillia est située dans le bassin industriel du Donbass, à 75 km au nord-ouest de Donetsk et à 523 km au sud-est de Kiev. Elle se trouve au bord du Byk, affluent de la Samara (bassin du Dniepr).

## Histoire
L'origine de la ville paraît remonter à la fondation, dans les années 1840, d'une ferme nommée Paraskoveïevka, où vivaient 44 personnes en 1859.
Des gisements de charbon furent découverts dans les années 1870 et 1880. Au XXe siècle, plusieurs mines de charbon furent mises en exploitation (Erastovski, Svyatogorovski, mine de charbon Dobropillia). En 1914 une voie ferrée entra en service pour le transit du charbon. Vers 1920, le nombre d'habitants de Paraskoveïevka est de 270 personnes auxquelles on ajoute les 150 habitants du village voisin de la mine de Sviatogorovski.
En 1931, fut mise en exploitation la grande mine « Gigant » (en russe : Гигант), devenue la mine n° 1 et n° 2 de « Dobropoliéougol » après la guerre et autour de laquelle l'on construit deux autres localités de logements de mineurs: Tekhnokolonna et Vremennaïa Kolonia. Toutes ces localités sont réunies en 1935 pour constituer le village de Dobropolie. Pendant la Grande Guerre patriotique, la région a été occupée par les troupes de l'Allemagne nazie et la ligne de front se situait à côté. De violents combats se déroulèrent en novembre 1941 dans le cadre de la contre-attaque de Rostov sur le front du Sud.

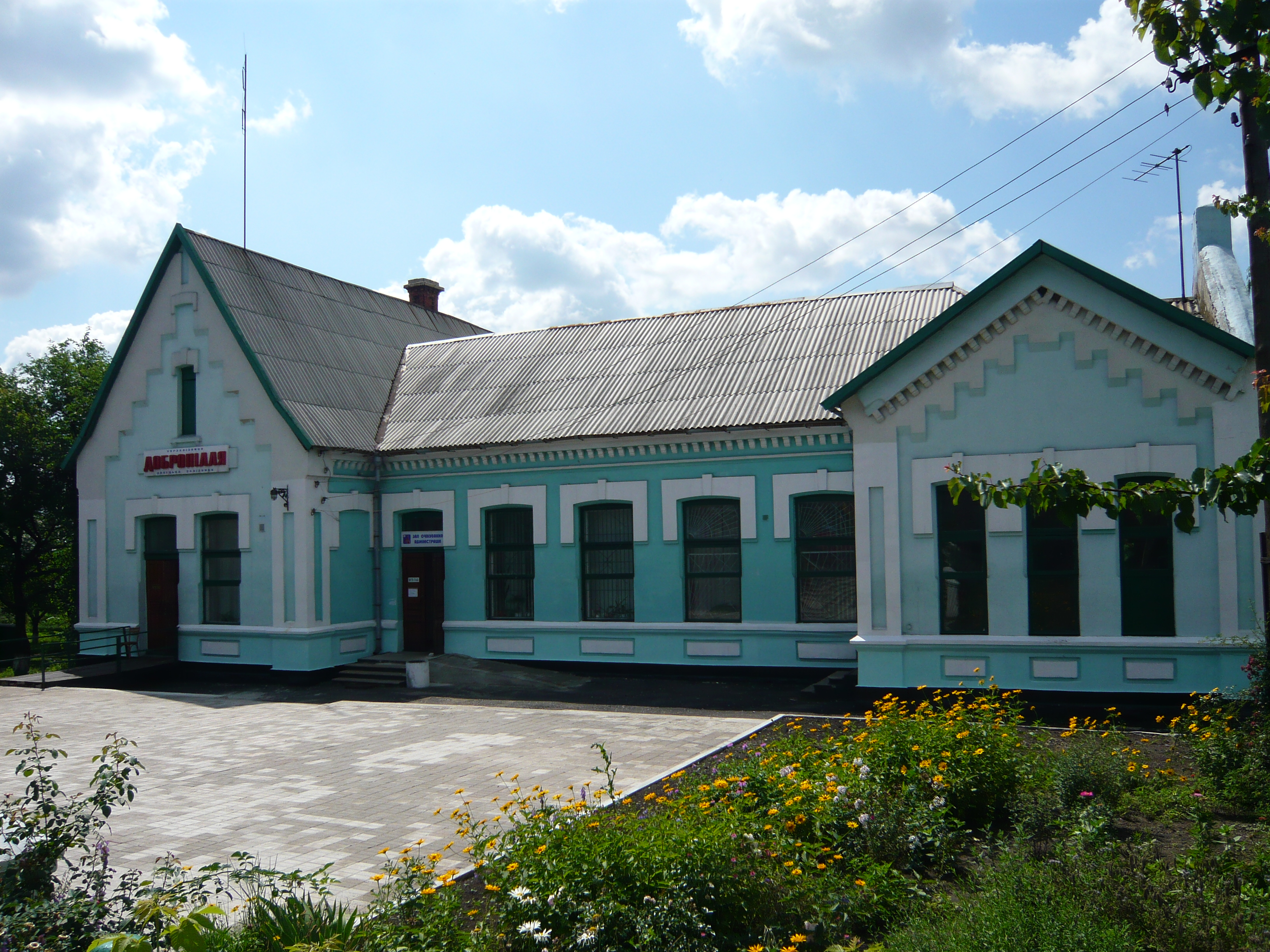
Vue de la gare.

L'extraction annuelle de charbon constitue 401 000 tonnes en 1950. En 1950, une usine d'extraction du charbon fut mise en service. De nouvelles mines ouvrirent dans les années 1950 et 1960, ainsi qu'un deuxième usine d'enrichissement du charbon. La ville comptait 25 000 habitants en 1963 et devint une ville d'importance régionale. Le trolleybus y est installé en 1968. Elle atteint son pic de population en 1994 avec plus de 41 000 habitants.
En 2011, l'oligarque Rinat Akhmetov signe un contrat de location de 49 ans de la société minière d'État « Dobropoliéougol » (représentant 6,1% de la production de charbon thermique en Ukraine) pour sa compagnie de ressources énergétiques du Donbass. En 2013, l'industrie charbonnière est restée l'épine dorsale de l'économie de Dobropolie, car elle représentait 98,9% de tous les produits fabriqués par les entreprises de la ville.

## Population
Recensements ou estimations de la population :
| 1923* | 1926* | 1939* | 1959*  | 1970*  |
| ----- | ----- | ----- | ------ | ------ |
| 811   | 570   | 5 901 | 23 666 | 30 115 |

| 1979*  | 1989*  | 2001*  | 2010   | 2011   |
| ------ | ------ | ------ | ------ | ------ |
| 32 587 | 40 064 | 35 638 | 31 934 | 31 701 |

| 2012   | 2013   | 2014   | 2015   | 2016   |
| ------ | ------ | ------ | ------ | ------ |
| 31 514 | 31 196 | 30 884 | 30 697 | 30 455 |

| 2017   | 2018   | 2019   | 2020   | 2021   |
| ------ | ------ | ------ | ------ | ------ |
| 30 186 | 29 682 | 29 384 | 29 129 | 28 757 |

## Religion
La majorité de la population de la ville est de confession orthodoxe (Église ukrainienne du patriarcat de Moscou); mais il existe depuis la chute de l'URSS une forte communauté baptiste financée par les États-Unis.

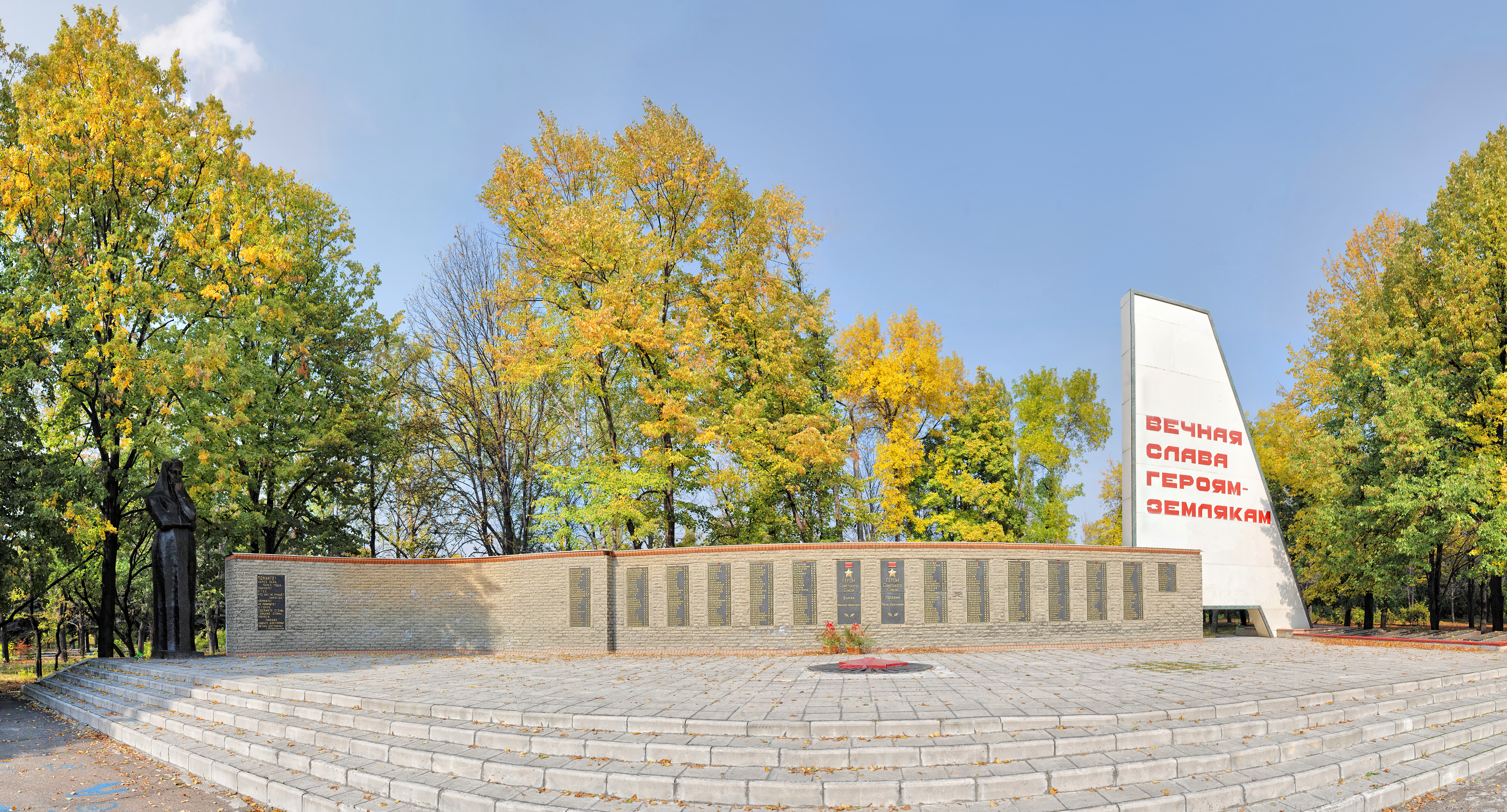
Monument aux morts de la Grande Guerre patriotique, classé[5].
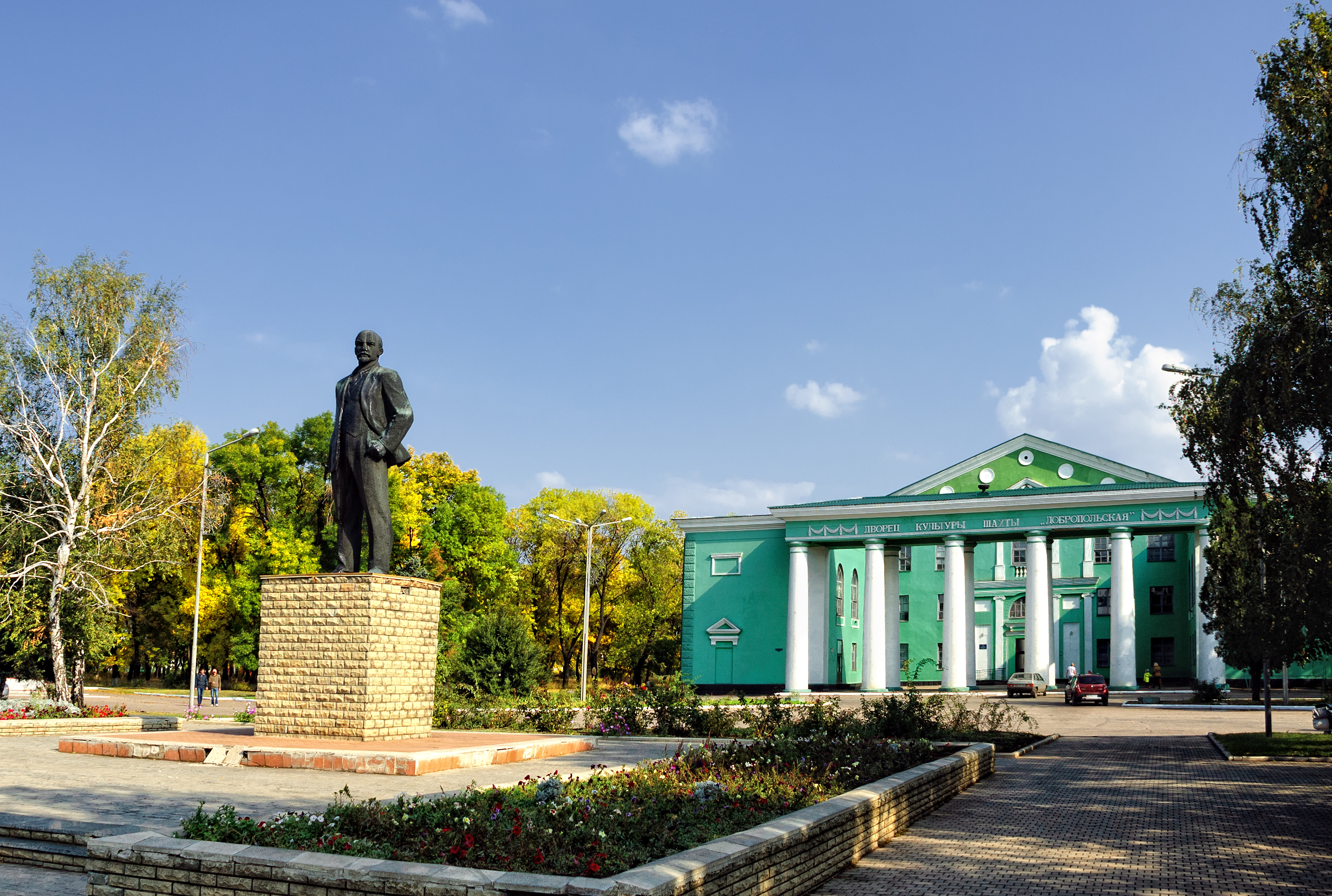
Grande place centrale Lénine avec la statue de Lénine, classé[6], détruite en 2016.
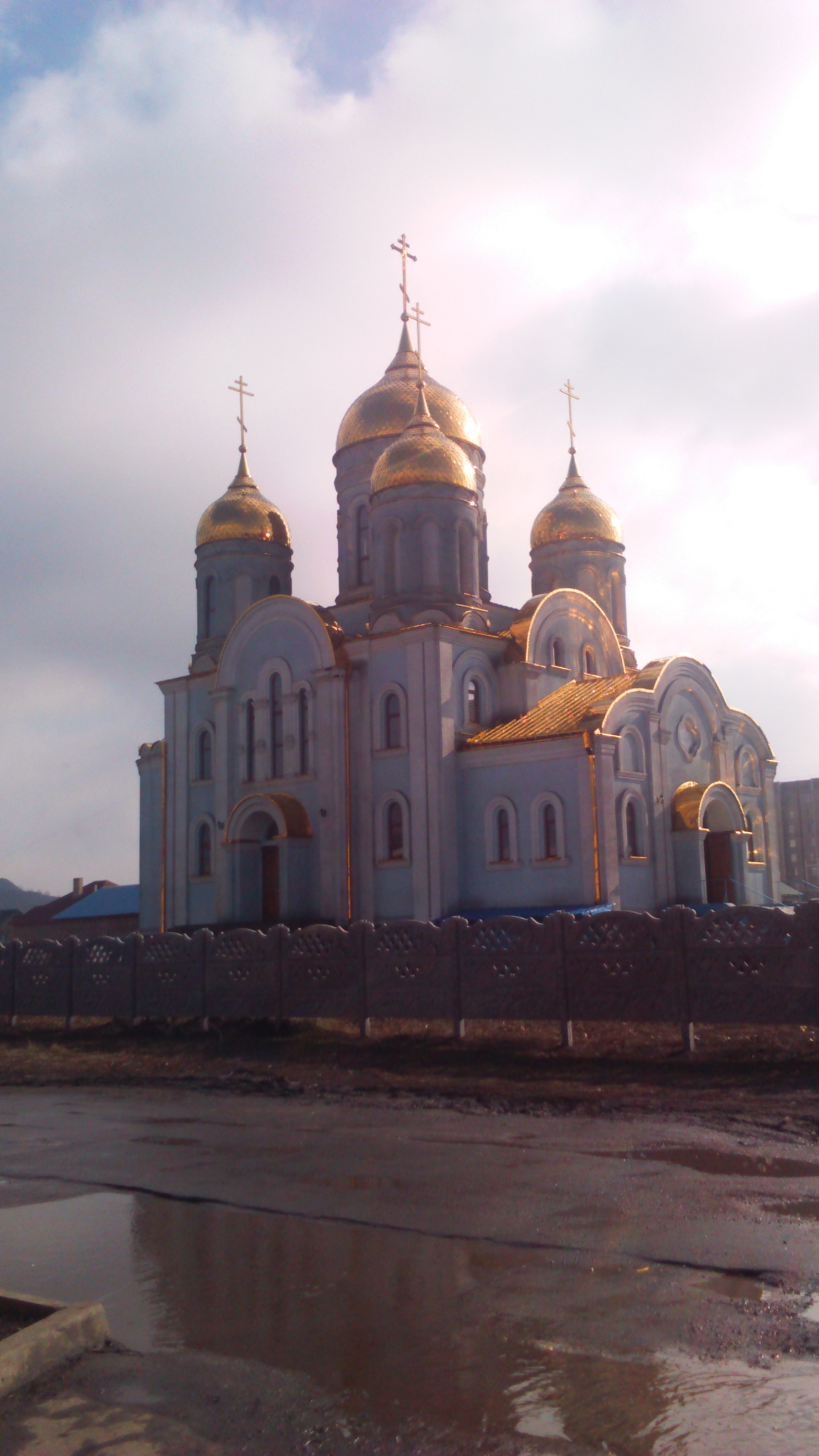
Vue de l'église orthodoxe de l'Intercession.